# У
У (minuskule у) je písmeno cyrilice.
V bulharské azbuce a v azbukách východoslovanských jazyků existuje samostatné písmeno pro jotovanou hlásku zapisovanou písmenem У, písmeno Ю. V běloruštině existuje navíc ještě písmeno Ў. Minuskulní tvar je shodný s tvarem písmena Y v latince.
V latince písmenu У odpovídá písmeno U (u), v gruzínském písmu písmeno უ a v arménském písmu spřežka ու.
V hlaholici písmenu У odpovídá písmeno Ⱆ.